# Illigera rhodantha
Illigera rhodantha är en tvåhjärtbladig växtart som beskrevs av Henry Fletcher Hance. Illigera rhodantha ingår i släktet Illigera och familjen Hernandiaceae. Utöver nominatformen finns också underarten I. r. dunniana.